# Purdueova univerzita
Purdueova univerzita (anglicky Purdue University) je veřejná univerzita ve městě West Lafayette v americkém státě Indiana. Škola byla založena v roce 1869. Své jméno dostala na počest svého prvního filantropa a obchodníka z Tippecanoe County Johna Purdue, který škole věnoval 150 000 amerických dolarů. Dnes je škola hlavní součástí Purdue University System. Je členem Asociace amerických univerzit (Association of American Universities), sdružení vedoucích severoamerických univerzit zaměřených na výzkum, které vzniklo v roce 1900.
Purdueova univerzita je známá především díky výuce těchto oborů: inženýrství, zemědělství, letectví a podnikání. Je zde první fakulta informatiky na světě (Department of Computer Science), která byla založena v roce 1962.
V současnosti Purdueovu univerzitu navštěvuje okolo 40 000 studentů a přednáší zde přes 3000 vyučujících. Škola patří mezi největší univerzity ve Spojených státech.

## Sport
Sportovní týmy Purdueovy univerzity se nazývají Boilermakers.

## Významné osobnosti

### Profesoři
- Herbert Charles Brown – nositel Nobelovy ceny za chemii, 1979
- Paul Erdős – maďarský matematik
- Amelia Earhartová – americká letkyně
- Alan J. Perlis – americký informatik
- Julian Schwinger – nositel Nobelovy ceny za fyziku, 1965
- Vernon L. Smith – nositel Nobelovy ceny za ekonomii, 2002

### Absolventi
- Neil Armstrong – americký astronaut, první člověk na Měsíci
- John Blaha – americký kosmonaut
- Roy D. Bridges – americký kosmonaut
- Eugene Cernan – americký astronaut, zatím poslední člověk na Měsíci
- Roger Bruce Chaffee – americký kosmonaut
- Richard Covey – americký kosmonaut
- Ward Cunningham – počítačový programátor
- Ray Ewry – americký olympijský vítěz ve skoku z místa
- Virgil Ivan Grissom – americký kosmonaut
- Michael McCulley – americký kosmonaut
- Ben Roy Mottelson – nositel Nobelovy ceny za fyziku, 1975
- Edward Mills Purcell – nositel Nobelovy ceny za fyziku, 1952
- Loren Shriver – americký astronaut
- Chesley Sullenberger – americký dopravní pilot, známý především díky nouzovému přistání do řeky Hudson
- Donald Williams – americký kosmonaut